# メッコール

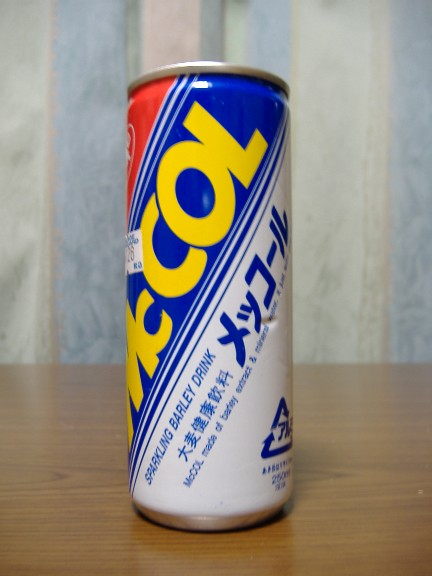
日本で売られているメッコール缶

メッコール（朝: 맥콜）は韓国製の清涼飲料水。炭酸飲料。

## 概要
1982年販売開始。大麦を使っているのが特徴で、旧統一教会系企業「一和」が製造している。ラインナップは、日本仕様では缶入りしか存在しないが、韓国仕様ではペットボトル版もあり、「ペッコール」の愛称がある。
アルファベットでの綴りは「McCOL」で、日本ではメッコールと読まれるが、韓国系メディアの日本語圏向けの記事ではマッコールと記述される事もある。
メッコールは、後に韓国食品研究院の博士となるソク・ホムン(석호문、Ho-Moon Seog)により開発されたもので、ソクは1970年代当時韓国国内の大麦の最終消費がパンにほぼ限定されていた中、大麦の消費を如何に拡大させるかを思案しながら麦茶を飲んでいる際に、偶然メッコールのアイデアを思いついたという。
日本における輸入販売会社はIJCで、以前はハッピーワールドであり、両社ともに統一教会系列の企業である。アメリカでも統一教会との結びつきが非常に強い貿易商社が輸入元となっている。そのため、韓国（特に江原道）、日本とも統一教会系列の施設と学校や、その周辺の自動販売機は、メッコールが売られやすい傾向にある。
統一教会からの脱会についての相談を請け負っている日本基督教団白河教会の牧師竹迫之によると、1980年代に日本国内で統一教会が多数運営していた銃砲店を、一般の銃砲店と見分ける方法として、店舗の前にメッコールが買える自動販売機が置かれているか否かで判断する独特の判別法が存在したという。また、日本国内の統一教会信者の家庭では、メッコールは一般家庭におけるコーラのように日常的に飲まれる炭酸飲料であり、現役信者の中にはソウルドリンクとしてメッコールに親しむ者も少なくなかったという。
かつてCMにチョー・ヨンピルを起用し、日本でも一部地域で放送された。味は、砂糖入りの甘い麦茶に炭酸を加えたものに近く、炭酸が強く泡がとても荒い。
その味は独特で、日本の好事家の間では「世界一不味いコーラ」という些か不名誉な渾名でも親しまれていた。一方でメッコールは辛い味付けの朝鮮料理との相性が良いとされ、ウォッカなど度数の強い蒸留酒の割り材として評価する者も存在していた。販売元のイルファジャパンでは「韓流コーラ」とも自称していた。
こうした特徴から韓国では当初は「故郷の味」のキャッチフレーズと共に中高年層を中心に健康飲料として支持を集め、1987年に一和が若年層に人気のあったチョー・ヨンピルを起用し1988年ソウルオリンピック会場を舞台に大規模なコンサートを行う60秒CMを大々的に流したことで、若年層にも人気が拡大し一時期ヒットしたが、ほどなく統一教会の関連企業であることを理由にキリスト教徒による不買運動が全国規模で行われる事となった。
1980年代末、メッコールの人気拡大に対抗するようにヘテグループのヘテ飲料が「ポリテン(보리텐、日本名「麦コーラ」)」、コカ・コーラの韓国法人である韓国コカ・コーラが「ボリボリ(보리보리、麦麦)」、ロッテグループのロッテ七星飲料が「ピビコル(비비콜、BBCol、ビビコールとも。)」といった類似商品で次々に参入、メッコールをはじめとするこれらの飲料は韓国で大麦炭酸飲料なる一ジャンルを形成するに至るも、1989年にロッテ七星がチョウ・ユンファをCMに起用し、「愛してミルキス」のキャッチフレーズで「ミルキス」を販売開始すると、若年層の嗜好の主流は大麦炭酸から乳性炭酸飲料へと一挙にシフトしてしまい、1990年代末のIMF管理下時代に殆どのメーカーが撤退していった。2000年にはウンジン食品が、大麦炭酸から炭酸のみを抜いた様な体裁の味付け麦茶である「空麦(하늘보리)」を発売し、2020年現在も続く人気商品となっている。ウンジン食品は2011年に空麦に炭酸を添加した「空麦トーク(하늘보리 톡)」を発売、大麦炭酸の久々の新商品となったが数年で販売終了となり、2010年代現在韓国の大麦炭酸で現存するのは元祖たるメッコールのみとなっていた。
一般財団法人日本清涼飲料検査協会によると、日本コカ・コーラでは当初メッコールは「麦茶に砂糖を加えて炭酸ガスを圧入した飲料」と分析されていたという。日本コカ・コーラはこうした分析結果を元に、香気、風味共に韓国製を上回る品質の日本製麦茶をベースにメッコールに類似した味付けを施した試作炭酸飲料を韓国コカ・コーラに送ったが、何度試作を繰り返しても現地社員の評判はメッコールに比して芳しくならなかった。当時の開発主任である中村賢一は現地法人に赴き、現地社員との共同研究の末にメッコールに麦茶と組み合わせる事で韓国人が好む香味を醸し出す独自のフレーバー(レモン香料であるともされる)が含まれていることを突き止め、これを日本コカ・コーラが保有する香料を用いて再現することで「ボリボリ」の発売に漕ぎ着けたという。なお、メッコールの発明者であるソク・ホムンの事績として、大麦のフレーバーリングと大麦製のオートミールの開発があったとされており、こうした研究成果がメッコールにも生かされていたとみられる。
朝鮮語において漢字の「麥（麦）」を「メッ」（Maek、맥、「メク」のパッチム）と発音し、ビールは「麥酒（麦酒）」を朝鮮語読みした「メッチュ」（Maek-ju、맥주、「メクチュ」のパッチム）ということから、麦＋コーラ（Kol-ra、콜라、「コルラ」）＝メッコールと命名されたのではないかと考えられる。
かつて日本版の缶に、「あき岳はりサイクルへ」という誤字があったことは有名。

### 日本での販売終了
2018年7月、イルファジャパンは「諸事情」を理由にメッコールの販売の停止を公式サイトで告知した。
「やや日刊カルト新聞」が一和の日本法人であるイルファジャパンに問い合わせたところによると、出荷後のメッコールの缶が突如破裂したという報告が日本国内から複数寄せられたことにより販売停止に至ったという。韓国でも2016年にコンビニエンスストアで缶入りメッコールが突如破裂して、アルバイトの学生が負傷した事故が報告されていたが、日本国内でも夏場を中心に数例の破裂が報告されたことから流通在庫の自主回収と廃棄に踏み切ったとされており、「やや日刊カルト新聞」はイルファジャパンの公式見解として、メッコールは発酵飲料ではないため飲料の成分が原因ではなく缶の構造が問題であった可能性が高い事、消費者に対しては手元に残った在庫品については早めに開栓して飲みきること、破裂の原因は2018年9月現在判明しておらず、韓国一和本社と事後の対応を協議中であるが、場合によってはこのまま日本市場から撤退となる可能性もある事などを報じている。
2020年1月現在、イルファジャパンによるメッコールの公式サイトは閉鎖状態となっており、販売再開の目処は立っていない。なお、韓国では販売が継続されているが、韓国版と日本版では中身の味付けが異なっているという。韓国では2018年7月にメッコールの姉妹品として黒炒り玄米茶をベースとし、甘味を強めに設定したミコル(MeCol、미콜)がラインナップに加わっている。
日刊ゲンダイによると、2022年7月現在、日本国内でも一部の韓国料理店やディスカウントストア、ネット通販にて細々と販売されていると報じられている。

## 原材料

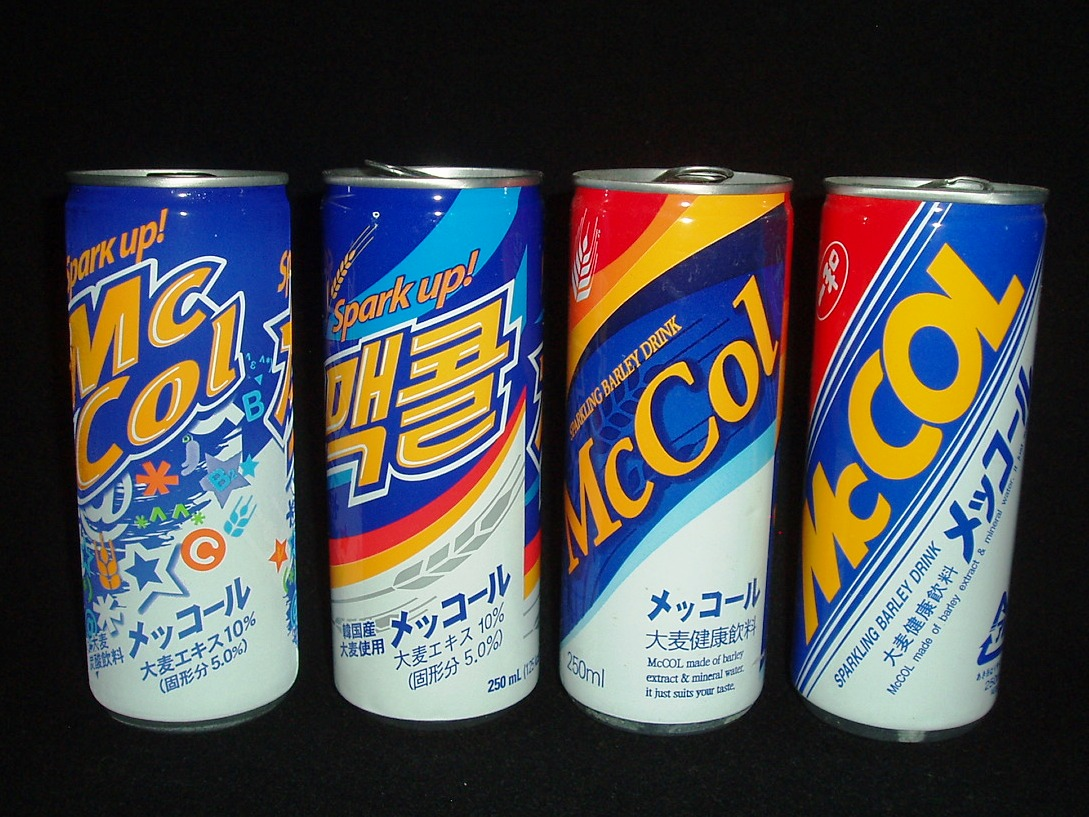
左から右へ： 2015年現在の缶、2013年当時、2009年当時、2002年当時の缶

- 糖類（砂糖、果糖ブドウ糖液糖）
- 大麦エキス
- 酸味料
- 香料
- ビタミンC
- ナイアシン
- ビタミンB2
- ビタミンB1

### メッコール1本に含まれるビタミン
- ビタミンB1…胚芽米4杯分（0.8 mg）
- ビタミンB2…たまご4個分（0.97 mg）
- ビタミンC…レモン5個分（82 mg）
- ナイアシン…オレンジ9個分（13.4 mg）